# Walras-törvény
A Walras-törvény egy közgazdasági állítás, amely azt mondja ki, hogy egy gazdaságban a javak áraikkal súlyozott (vagyis nem mennyiségben, hanem értékben mért) aggregált kereslete szükségszerűen egyenlő az árakkal súlyozott aggregált kínálattal, vagyis az árakkal súlyozott aggregált túlkereslet 0. Jelölje p1, p2, …, pn az első, második, …, n-edik jószág árát, {\displaystyle z_{1}(p_{1},p_{2},...,p_{n}),z_{2}(p_{1},p_{2},...,p_{n}),...,z_{n}(p_{1},p_{2},...,p_{n})\,} pedig az első, második, …, n-edik jószág túlkeresletét (kereslet mínusz kínálat) az árak függvényében. Ekkor a Walras-törvény szerint bárhogyan is választjuk meg az árakat,
A „törvényt” Léon Walras mondta ki Élements d'économie politique pure; ou théorie de la richesse sociale (A tiszta politikai gazdaságtan elemei, avagy a társadalmi gazdagság elmélete) című 1874-es fő művében. Elnevezése Oskar Langetől származik.
A törvény „bizonyítása” egyszerű és tanulságos. Ha ugyanis minden gazdasági szereplő minden jövedelmét elkölti, vagyis az árakkal súlyozott kereslete egyenlő az árakkal súlyozott kínálatával, akkor minden gazdasági szereplő árakkal súlyozott túlkereslete 0, így azok összege is zérus. Ez a bizonyítás rávilágít arra, hogy mi a Walras-törvény teljesülésének alapvető feltétele: az, hogy mindenki teljes egészében elköltse a szerzett jövedelmét. A megtakarítások léte önmagában nem akadályozza meg a törvény teljesülését, mivel ez csak annyit jelent, hogy az egyik gazdasági szereplő (például egy háztartás) egy másikra (például egy bankra) ruházza át jövedelme egy részét, aki aztán elkölti azt helyette.
Néha az egyéni keresletre is szokás mondani, hogy eleget tesz a Walras-törvénynek, ha az egyén minden jövedelmét elkölti. Ennek elégséges feltétele például, hogy az egyén preferenciái lokálisan telíthetetlenek legyenek, vagyis bármely választható jószágkombináció tetszőlegesen kicsi környezetében létezzen olyan másik kombináció, amely preferált az előzőhöz képest (tehát az egyén szemében jobb az előzőnél).
A törvény következménye: ha egy gazdaságban n piac létezik, és kialakult egy olyan árrendszer, ami mellett ezekből n ‒ 1 egyensúlyba került, akkor az n-edik piac is mindenféleképpen egyensúlyban kell hogy legyen. A törvény ezáltal tagadja, hogy létezne kényszerű (vagyis nem a potenciális dolgozók döntéséből, hanem a gazdaság működéséből eredő) munkanélküliség a többi jószág piacának egyensúlya mellett: ha a jószágpiacokon a kereslet egyenlő a kínálattal, akkor a munkaerő piaca is szükségképpen egyensúlyba kellett hogy kerüljön.
A Walras-törvény sokban hasonlít egy másik francia közgazdász, Jean-Baptiste Say által megalkotott Say-törvényhez.